# Siero de la Reina
Siero de la Reina es una localidad española perteneciente al municipio de Boca de Huérgano junto con otros ocho pueblos, en la provincia de León, comunidad autónoma de Castilla y León.

## Geografía
Pertenece al ayuntamiento de Boca de Huérgano. Se encuentra al noreste de la provincia de León en la proximidad del límite con la provincia de Palencia. Es una zona montañosa que tiene muy cerca algunas cumbres de la Cordillera Cantábrica. Está recorrida por riachuelos que llevan sus aguas a los ríos Carrión y Esla.

### Ubicación
| Noroeste: Riaño | Norte: Boca de Huérgano | Noreste: Cardaño de Arriba  |
| Oeste: Carande  |                         | Este: Valverde de la Sierra |
| Suroeste Prioro | Sur: Besande            | Sureste: Besande            |

## Historia
Se tiene una primera noticia de la existencia de este lugar gracias a un documento que data del año 999. En él se dice que Froilán, obispo de León, había donado un 14 de septiembre a la abadía de Sahagún los monasterios de San Pedro y San Pablo de Crémenes, las iglesias de San Martín, San Cipriano y San Cristóbal todas en Corniero y las iglesias pertenecientes a la zona que se extiende entre Campos de Caudoces y los valles de Saliamen (Sajambre), Eigon (Valdeón) y Siaro (Siero).
En el siglo XII los reinos de León y de Castilla estaban enemistados y con problemas fronterizos. Con este motivo se construyó en Siero el castillo que protegía el paso del puerto de Picones que era un camino importante que unía los valles del río Esla con los del río Carrión. En 1181 firmaron los dos reinos el Tratado de Paz de Medina de Rioseco. Según este tratado Fernando II y Alfonso VIII se obligaban a definir las fronteras entre ambos reinos y a entregar cada uno cinco castillos al maestre de la Orden de Santiago y al prior de la Orden de San Juan. Entre esos cinco castillos se encontraba el de Siero. En 1188 se rompió el pacto. Fue entonces cuando Alfonso VIII tomó el castillo con la ayuda de los López de Haro. Cuando se unificaron los reinos con Fernando III el castillo de Siero perdió su importancia como punto estratégico de vigilancia y lo último que se conoce por la documentación es que finalmente su tenente fue Ferrant García un castellano que lo sostuvo hasta 1241; después de esto hay un total silencio en los documentos y el edificio fue aguantando el paso del tiempo sin una misión que cumplir.
A finales del siglo XX se le menciona y se le describe como «ruinas».

Desde el siglo XIV en adelante Siero fue un lugar vinculado a la Tierra de la Reina y sus señores que fueron el infante Tello (1334-1370) y sus descendientes los Tobar (o Tovar). Fue un señorío llamado Tierra de la Reina y Siero que contenía los lugares de Valverde y Besande.
Siglo XIX
Pascual Madoz en su Diccionario Geográfico describe este lugar como «partido judicial de Riaño, audiencia territorial y capitanía general de Valladolid. Ayuntamiento en Boca de Huérgano». Tenía escuela de primeras letras y la parroquia de Santiago. Había un castillo arruinado en la parte oeste sobre una elevación que llamaban «de don Tello». Se decía que lo había construido su padre el rey Alfonso XI y que perteneció a Tierra de la Reina. Existían las ruinas de la antigua iglesia de San Miguel y San Juan. Madoz comenta que los sepulcros descubiertos dieron testimonio de que Siero fue en tiempos remotos una población considerable. Producía centeno y pastos para el ganado que criaba.

## Demografía
Evolución de la población
| Gráfica de evolución demográfica de Siero de la Reina entre 2000 y 2020 |
|                                                                         |
| Población de derecho (2000-2020) según el padrón municipal del INE      |

## Monumentos y lugares de interés

### Iglesia de Santiago

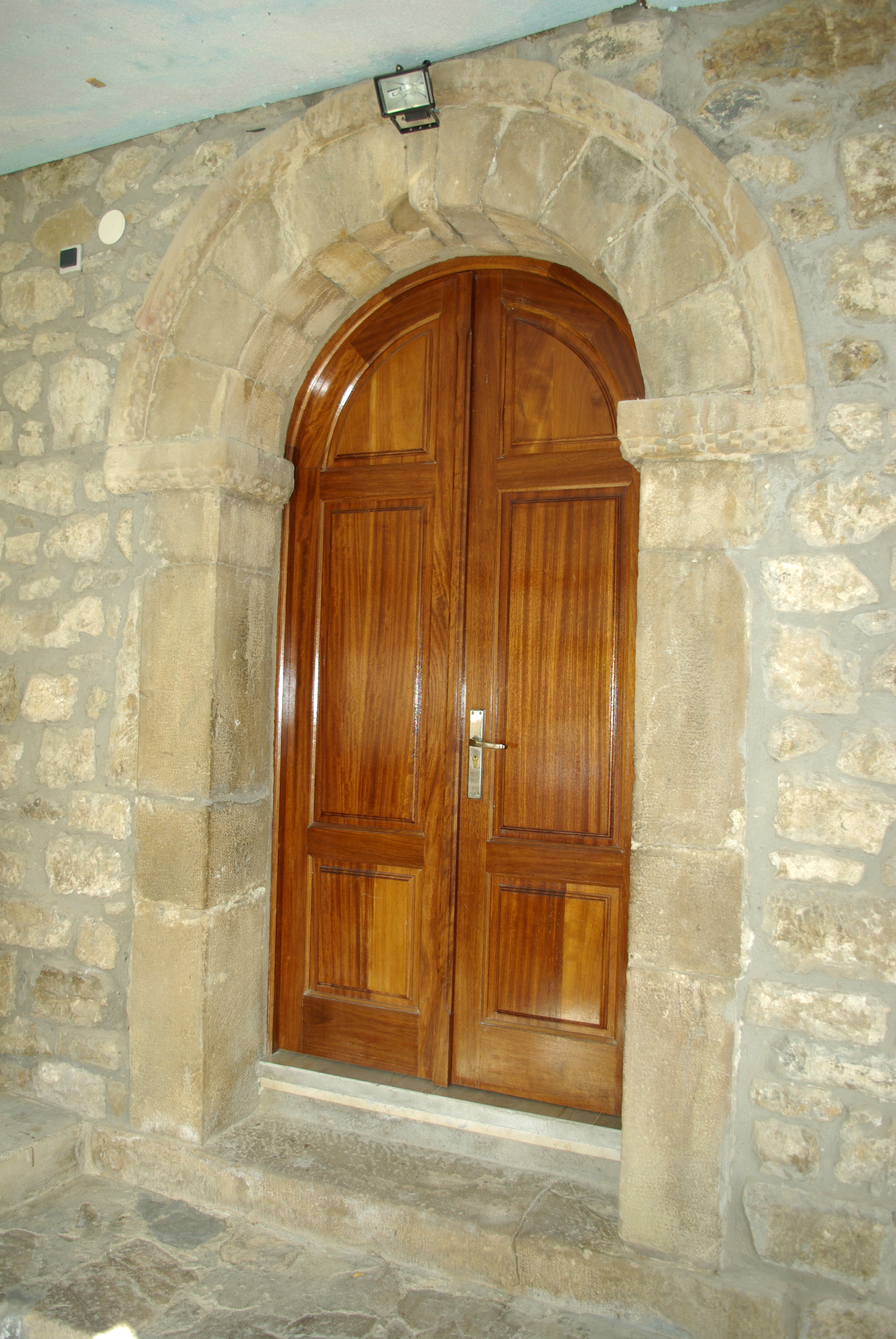
Portada románica en la iglesia de Santiago

Se encuentra dentro del casco urbano edificada sobre una suave ladera. El Becerro de Presentaciones de la catedral de León, elaborado en 1468 hace mención de la existencia de esta iglesia desde mediados del siglo XIII. En siglos posteriores hubo muchas transformaciones.
Tiene una nave con bóveda y lunetos del siglo XVII y una capilla mayor con testero recto. La sacristía se construyó en el lado norte del presbiterio. Los únicos restos románicos son los de la puerta principal occidental que da acceso al templo. Se compone de un arco de medio punto muy sencillo con guardapolvo ajedrezado. Es de factura tosca que se puede datar sobre el último cuarto del siglo XII.

### Ermita de San Miguel
En el año 1639 existían en Siero tres ermitas: Nuestra Señora del Cado, San Pedro y San Miguel. Los historiadores F. Roberto Gordaliza y José María Canal hicieron un estudio al respecto y consiguieron descubrir la situación geográfica de cada una. La ubicación de la ermita de San Miguel coincide con el emplazamiento del cementerio de Siero que está en la ladera de una loma. El cementerio consta de dos recintos rectangulares que están a distinto nivel y se comunican por una escalinata de piedra. En el recinto más bajo y en el lado occidental hay una portada románica que tiene una historia: En 1911 el erudito Antonio de Valbuena consiguió que dicha portada se trasladase a la parroquia de su pueblo natal, Pedrosa del Rey y allí estuvo durante años hasta que se construyó el embalse de Riaño desapareciendo el pueblo de Pedrosa junto con otros del entorno no sin antes trasladar su iglesia al Nuevo Riaño. Pero en 1991 se devolvió la portada románica a su pueblo de origen que era Siero de la Reina, construyendo una réplica en su lugar.
La portada consta de un arco de entrada de medio punto seguido de una moldura decorada con ajedrezado; después una arquivolta lisa para terminar con un guardapolvo decorado con bolas y círculos tangentes. Los arcos descansan sobre columnas que rematan en capiteles decorados con tallos y aves que picotean un fruto, todo bastante tosco; se cree que es obra de un grupo de canteros populares que trabajaron por esta zona.